# Phyllophaga laminata
Phyllophaga laminata är en skalbaggsart som beskrevs av Moser 1921. Phyllophaga laminata ingår i släktet Phyllophaga och familjen Melolonthidae. Inga underarter finns listade i Catalogue of Life.